# ورزشگاه انقلاب کرمانشاه
ورزشگاه انقلاب کرمانشاه یک ورزشگاه فوتبال در شهر کرمانشاه است که در مجموعه ورزشی انقلاب کرمانشاه قرار دارد. ورزشگاه انقلاب در مالکیت اداره ورزش و جوانان کرمانشاه می‌باشد.
ورزشگاه انقلاب کرمانشاه در خیابان شهید امجدیان، چهارراه سیلو، تقاطع خیابان موحد و خیابان نیروگاه و روبروی میدان بار واقع شده‌است.

## وضعیت ورزشگاه
ورزشگاه انقلاب کرمانشاه ورزشگاهی قدیمی است که از مدت‌ها پیش مورد بازسازی قرار نگرفته‌است. سکوهای این ورزشگاه سیمانی است و وضعیت نیمکت و رختکن آن نیز نامناسب است. همچنین این ورزشگاه فاقد جایگاه خبرنگاران است. علاوه بر این چمن این ورزشگاه از شرایط مطلوبی برخوردار نیست. تیم‌های مهمان در کرمانشاه همواره به وضعیت این ورزشگاه اعتراض داشته‌اند. در سال ۱۳۹۷ سازمان لیگ با ارسال نامه‌هایی به هیئت فوتبال استان کرمانشاه و باشگاه فوتبال بعثت کرمانشاه به خاطر وضعیت این ورزشگاه و میزبانی نامناسب مسابقات فوتبال اخطار داد.

## خصوصی‌سازی
در مهر ۱۴۰۳ رئیس اداره ورزش و جوانان شهرستان کرمانشاه از خصوصی‌سازی مجموعۀ ورزشی انقلاب انتقاد کرد و گفت سرمایه‌دار خصوصی تغییرات اساسی در مجموعه نداده و تنها به رنگ‌آمیزی و کاشت درخت پرداخته است.

## میزبانی مسابقات
ورزشگاه انقلاب کرمانشاه در دهۀ ۸۰ و ۹۰ خورشیدی میزبان رقابت‌های لیگ دسته اول و دوم فوتبال ایران بود. تیم‌های فوتبال شیرین فراز و بعثت کرمانشاه بازی‌های خانگی خود را در این ورزشگاه انجام می‌دادند.

در بهمن ۱۳۹۷ با موافقت اداره کل ورزش و جوانان استان کرمانشاه باشگاه بعثت کرمانشاه ورزشگاه خانگی خود را از انقلاب به ورزشگاه پانزده خرداد تغییر داد.